# Duelo ecológico
El duelo ecológico, también conocido como duelo climático, puede ser una respuesta psicológica a la pérdida causada por la destrucción de los ambientes o el cambio climático.
El tanatólogo Kriss Kevorkian define al duelo ecológico como "la reacción de dolor causado por la pérdida ambiental de ecosistemas por eventos naturales o causados por el hombre". Cunsolo y Ellis lo definen como "la pena sentida en relación a experimentaar o anticipar pérdidas ecológicas, incluyendo la pérdida de especies, ecosistemas, y paisajes significativos debido al cambio ambiental agudo o crónico".
Los científicos que evidenciaron la disminución de la Gran Barrera de Coral de Australia reportaron experiencias de ansiedad, desesperanza, y desesperación. En un artículo de The Guardian de 2014, Jo Confino se interrogó, "¿Por qué no estamos en el piso doblados de dolor por nuestra capacidad para generar un genocidio de escala industrial de las especies del mundo?"

## Duelo climático
Las investigaciones en el campo de la psicología sobre el duelo ecológico y climático está en sus etapas iniciales.
El modelo emergernte de duelo climático sugiere que las personas pueden procesar desesperación, o ansiedad climática, a través de las etapas de duelo, y que formar redes de soporte social es una parte de este proceso.
Cunsolo y Ellis sugieren que "el duelo es una respuesta natural y legítima a la pérdida ecológica, y que puede volverse más común a medida que empeora el impacto climático".
Los comunicadores del clima pueden centrarse inicialmente en comunicar los impactos climático y las adaptaciones en lugar de los aspectos del duelo. Los comunicadores, como el Yale Program on Climate Change Communication, han, a menudo, dirigido la cuestión del dolor acentuando la importancia de describir soluciones. El intento de canalizar la ansiedad climática en acciones para encontrar soluciones es consistente con la aproximación descrita por Sherman H. Dryer, director de Radio Productions de la Universidad de Chicago, en su manual para la propaganda de la Segunda Guerra Mundial, en cuyas comunicaciones radiofónicas sobre la guerra siempre finalizan con un mensaje de cómo el oyente puede apoyar el esfuerzo de la guerra.
Sin embargo, aún no está claro si canalizar la ansiedad y la desesperacion en acciones es una respuesta adecuada para personas que han experimentado pérdidas personales concretas, como los habitantes de Groenlandia, quienes han tenido que sacrificar a sus perros de trineo. Cunsolo, un ecologista activo en Nunatsiavut, en el norte de Canadá, escribió relacionado con esta cuestión en un artículo titulado "Afligirse o No Afligirse?"
Algunas discusiones en los medios de comunicación se han centrado en la cuestión de si presentando los aspectos negativos del cambio climático está causando desesperación y rendimiento. Un artículo del Scientific American del 2016 cuestionó, "¿Está un sentido traumático de pérdida paralizando las acciones contra el cambio climático?". En 2019, el periodista Mike Pearl afirmó que "las personas están sufriendo lo que se podría llamar desesperación climática, un sentido de que el cambio climático es una fuerza imparable que representa la extinción de la humanidad y vuelve a la vida, mientras tanto, vana". Más recientemente, las investigaciones han indicado que las respuestas emocionales a la crisis y al desastre son inherentemente adaptativas y, con el apoyo apropiado para reflexionar y procesar las experiencias, estas emociones pueden llevar a la resiliencia.

## En personas jóvenes
En una carta abierta al gobierno sueco, un grupo de psicólogos y psicoterapeutas dijeron: "Una crisis ecológica continua, sin una solución activa enfocada desde el mundo adulto y de quienes toman las decisiones, supone el riesgo enorme de que un número creciente de personas jóvenes estén afectadas por la ansiedad y la depresión".
Una publicación de la Universidad de Boston, The Brink, cita a un estudiante de posgrado que "estudió el colapso de los bosques de lluvia del Amazonas" y recomienda una aproximación que apoye el tiempo en la naturaleza y en comunidad, el cuidados personales, y la apreciación de los esfuerzos diarios pequeños sobre el clima. Un director de un grupo de apoyo sostiene que "Aquellos de nosotros quiénes trabajan en el mundo del cambio climático vemos a las personas jóvenes que lamentan las pérdidas que están viniendo ... Estas reacciones son reales y válidas".
Renée Lertzman, una científica social que "estudia la salud mental y componentes emocionales de la degradación medioambiental, en un estudio compara el estrés relacionado con el clima que ahora atormenta a los adolescentes y los veinteañeros con los miedos opresivos que los jóvenes baby boomers sufrieron durante la Guerra Fría, muchos de los cuales crecieron bajo la amenaza de la aniquilación nuclear".

## En científicos
Los científicos que estudian el cambio climático y la pérdida de biodiversidad han formado grupos de apoyo on-line y en instituciones para ayudar a lidiar con el duelo ecológico. Muchos científicos han visto el impacto del cambio climático y la pérdida de biodiversidad de primera mano, a menudo en períodos muy cortos de tiempo.

Yo acababa de reclutar a un estudiante de doctorado para estudiar el comportamiento de un pez, y entre el tiempo de reclutamiento y la primera salida de campo, el arrecife de la Gran Barrera de Coral había muerto – 80% de los corales que se encontraban donde íbamos a trabajar se habían ido, y la mayoría de los peces que vivían allí también. Le dije en la entrevista que su visita iba a ser la experiencia más maravillosa, y fue sólo un trágico cementerio de la historia de vida en el arrecife de coral.
Steve Simpson, profesor de Biología Marina y Cambio Global de la Universidad de Exeter.

Los científicos internalizan sus emociones, se mudan a otros campos de trabajo, trabajan protegiendo partes del ambiente que ellos estudian o trantan de encontrar maneras de ayudar al entorno a adaptarse. Algunos científicos ven la necesidad de rituales nuevos para celebrar su amor para el entorno.

## En comunidades indígenas
Las comunidades indígenas pueden presentar dolor por la pérdida de identidad porque están muy estrechamente conectadas al ambiente y están en conocimiento de que el entorno sequirá degradándose. También la tristeza de ver a otros experimentar un trauma relacionado con el ambiente que ellos también han experimentado.

Somos personas del hielo del mar. Y si no hay más hielo del mar, ¿cómo somos personas del hielo de mar?
Anciano inuit.